# Ana Luisa Valdés
Ana Luisa Valdés, född 1953 i Montevideo i Uruguay, är en svensk författare och översättare.

## Biografi
Valdés kom till Sverige som politisk flykting 1978 efter en fyra år lång fängelsevistelse. Hon debuterade 1982 med boken Albatrossernas krig. Som en del av kollektivet Comunidad del Sur arbetade hon med förlaget Nordan, som översatte latinamerikanska författare till svenska och svenska författare till spanska, samt gav ut alternativa barnböcker på flera språk. 1987 knöts hon som skribent till Dagens Nyheter och hon skrev både för kultursidan och för IT-redaktionen. 
Hon har skrivit flera novellsamlingar, Efter Alicia, Väktaren, diktsamlingen Ord för ingen och en roman, Julias hus, som fick Tupilakspriset 1994. 
År 1995 utkom hennes bok Kvinnor@Internet, vilket var den första svenska internetboken som vände sig speciellt till kvinnliga läsare och som var en ledning för humanister i den digitala djungeln. Tillsammans med bland andra historikern Peter Englund skrev hon boken Jag älskar dataspel (1992). Valdés var en av de första kulturskribenterna som flyttade diskussionen om datorspel in på kultursidorna i Sverige. Ana Luisa Valdés byggde broar mellan kvinnor och teknik och hittade själv till nätet via datorspelens värld. Tillsammans med Eva von Pepel startade hon 1996 den elektroniska tidningen Ada, namngiven efter Ada Lovelace. Tidningen var en av de första svenska tidskrifterna på nätet och rönte stor uppmärksamhet i media. Ada var en heltäckande tidskrift med både filosofiskt och vetenskapligt innehåll. Den strävade efter ett fritt internet.
Hon har till spanska översatt verk av Karin Boye, August Strindberg, Agneta Pleijel, Birgitta Stenberg, Monica Zak och Lars Andersson samt av Gunilla Bergström och Lennart Frick.
Sedan 2001 driver hon nätverket Equator Equator tillsammans med konstnären Cecilia Parsberg i samarbete med Bildmuseet i Umeå driver hon projektet Crusading, en plattform för diskussioner om kristendomen och islam.
2008 kom hon ut med boken Er tid skall komma, som handlar om hennes tid i fängelset och hennes engagemang i Palestina.
Hon skriver regelbunden för den feministiska tidskriften Feministiskt Perspektiv.